# 7.º distrito congresional de Nueva York
El 7.º distrito congresional es un distrito congresional que elige a un Representante para la Cámara de Representantes de los Estados Unidos por el estado de Nueva York.  Según la Oficina del Censo, en 2011 el distrito tenía una población de 659 343 habitantes. Actualmente el distrito está representado por la Demócrata Nydia Velázquez.

## Geografía
El 7.º distrito congresional se encuentra ubicado en las coordenadas 40°41′27″N 73°54′38″O / 40.69083, -73.91056.

## Demografía
Según la Oficina del Censo de los Estados Unidos, en 2011 había 659 343 personas residiendo en el 7.º distrito congresional. De los 659 343 habitantes, el distrito estaba compuesto por 258 829 (39.3%) blancos; de esos, 245 714 (37.3%) eran blancos no latinos o hispanos. Además 120 120 (18.2%) eran afroamericanos o negros, 2 341 (0.4%) eran nativos de Alaska o amerindios, 108 679 (16.5%) eran asiáticos, 278 (0%) eran nativos de Hawái o isleños del Pacífico, 160 903 (24.4%) eran de otras razas y 21 308 (3.2%) pertenecían a dos o más razas. Del total de la población 288 433 (43.7%) eran hispanos o latinos de cualquier raza; 35 104 (5.3%) eran de ascendencia mexicana, 109 811 (16.7%) puertorriqueña y 5 300 (0.8%) cubana. Además del inglés, 4 712 (38%) personas mayor a cinco años de edad hablaban español perfectamente.
El número total de hogares en el distrito era de 236 670, y el 65% eran familias en la cual el 30.7 tenían menores de 18 años de edad viviendo con ellos. De todas las familias viviendo en el distrito, solamente el 36.7% eran matrimonios. Del total de hogares en el distrito, el 5.3 eran parejas que no estaban casadas, mientras que el 0.5% eran parejas del mismo sexo. El promedio de personas por hogar era de 2.75. 
En 2011 los ingresos medios por hogar en el distrito congresional eran de US$45 524, y los ingresos medios por familia eran de US$67 098. Los hogares que no formaban una familia tenían unos ingresos de US$84 007. El salario promedio de tiempo completo para los hombres era de US$40 493 frente a los US$37 344 para las mujeres. La renta per cápita para el distrito era de US$22 645. Alrededor del 16.1% de la población estaban por debajo del umbral de pobreza.